# Свети Безсребреници (средновековна църква в Костур)
„Св. св. Безсребреници Козма и Дамян“ или „Свети Врачи“ (на гръцки: Αγίων Αναργύρων) е средновековна православна църква в град Костур (Кастория), Егейска Македония, Гърция. Църквата е обявена за исторически паметник в 1924 година и в 1990 година.

## Архитектура
Църквата е строена в IX – X век. Църквата – трикорабна базилика с нартекс – е построена на склон в северната част на града. Базиликата е от така наречения „съкратен тип“, при които липсата на дължина се компенсира от много голямата, височина на средния кораб, наподобяващ купол. Корабите са разделени с арки с неравномерни отвори. Притворът е свързан с наоса с три входа, от които южният е в руини от Средновековието.
Външната украса на църквата е забележителна – редуващи се слоеве тухли и камъни, тухлени розети, мраморна декорация и изписана с тухли буква Ж, смятана за хризма или соларна розета.

## Стенописи

### Първи слой от XI век
Стенописите в църквата са два слоя. Първият, запазен в някои части на нартекса, е от началото на XI век. От това време има запазен надгробен надпис в северната част на нартекса: „ΕΚΟΙΜΗΘΗ Ο ΔΟΥΛΟC TOY ΘΕΟΥ ΚΩΝΣΤΑΝΤΙΝΟΣ ΜΗΝΙ ΝΟΕΜΒΡΙΟ Η ΓΙΚΑ“. Гробът е на монах и вероятно ктитор на изписването на наоса. Под изображението на монаха са фигурите на Константин и Елена.

### Втори слой от XII век
Вторият слой стенописи е сред най-забележителните постижения на средновековното изкуство в Костур и е от 1180 – 1190 година. Живописното ателие от „Свети Безсребреници“ в края на XII век внася нови идеи във византийско изкуство. То се отличава с изключителна изразност, фигурите в различните сцени са освободени от графичността и са жизнени, като подвижността е постигната чрез отличното изпълнение на гънките на облеклото. Съвсем близо до стенописите от храма от стилистична гледна точка са тези в „Свети Николай Каснидзки“. Други близки като изпълнение стенописи са тези в църквата „Свети Георги“ в село Курбиново от 1191 година.
От периода е надписът над главния вход в ямбичен стих:
| „ | CΠΟΡΕΥC Ο ΠΑΝΤΩΝ ΚΑΙ ΦΘΟΡΕΥC ΠΑΛΙΝ ΧΡΟΝΟC ECΠΕΥCEN KAI COY TON ΠΕΡΙΚΛΥΤΟΝ ΔΡΟΜΟΝ ΔΙΑΒΑCIA TH ΦΘΟΡΑ ΚΑΤΑΚΛΥCAI EΓΩ ΔΕ ΠΙCTOC EYTEΛΗC ΥMΩN ΛΑΤΡΗC ΘΕΟΔΩΡΟC ΚΛΩΝ ΛΗΜΝΙΩΤΩΝ ΟCΦYOC ΑΝΤΙΠΑΛΑΙCAC TH ΦΘΟΡΑ ΤΗ ΤΟΥ ΧΡΟΝΟΥ ΒΑΘΡΩΝ ΑΠ ΑΥΤΩΝ ΜΕΧΡΙ ΚΑΙ CTEΓΗC ΦΘΑΝΩ ΤΗΝ ΕΥΠΡΕΠΕΙΑΝ ΤΟΥ ΝΑΟΥ ΠΑΡΙCTANΩN ΠΛΗΝ ΕΠ ΑΔΙΚΟΥ COY ΠΡΟCICTΩ ΤΟΥC CTYΛΟΥC TΩ ΤΗC EMHC DE TΡIMΕΡΟΥC ΨΥΧΗC ΠΟΘΩ CEPTHC ΔΥΑΔΟC EΞΕΓΕΙΡΩ ΤΟΝ ΔΟΜΟΝ CKHNHN EKEICE THN AEIΔΡΟCON XΛΟΗΝ ΕΥΡΕΙΝ ΔΥCΩΠΟΝ ΚΑΙ ΤΟΠΟΝ ΤΩΝ ΠΡΑΕΩΝ ΤΑΝΥΝ ΔΕ ΡΩΣΙΝ CAΡΚΟC HCΘΕΝΗΜΕΝΗC KAI CΩΜΑΤΙΚΗC ΔΩΡΕΑΝ ΕΥΕΞΙΑC THN XAΡΙΝ ΑΙΤΩΝ CYN CYNEYNΩ ΚΑΙ ΤΕΚΝΟΙC | “ |

Над входа на северния кораб има втори надпис:
| „ | ΕΦΘΑCA MEN ΓΡΑΨΑΙ CE ΠΡΙΝ ΚΑΡΔΙΑ ΠΟΛΥΤΛΑ ΜΑΡΤΥ ΜΥCTIKAIC ΒΑΦΛΑΙC ΠOΘΟΥ ΤΑΝΥΝ ΔΕ ΚΑΙ ΧΡΩΜΑCIN YΛΙΚΩΤΕΡΟΙC TΩN ΘΑΥΜΑΤΩΝ COY ΖΩΓΡΑΦΩ ΤΑC EIKONAC ΔΙ ΩΝ ΜΕ (ΠΟΛΛ ΕΡΡΥCΩ CY KYMMAT) ΠΟΛΥΝ ΦΕΡΟΝΤΑ ΤΗ ΚΑΚΩΝ ΜΟΙ ΤΟΝ ... ΕΚΕΙΘΕΝ ΑΥΤΩΝ ΕΚ ΒΡΕΦΙΚΩΝ CΠΑΡΓΑΝ CE ΠΡΟCΤATHN ECXHKA ΦΥΛΑΚΑ ΚΕ ...ΡΥCTHN ΒΟΗΘΟΝ ΕΝ ΖΑΛΑΙC TAIC TOY BIOY CYMOI ΓΩΙ ΤΩN ΑCΤΑΘΩΝ ΕΥΡΕΘΗC CY ΜΟΙ ΠΑΡΕCXEC XAΡΜΟΝΗC ANTΛEIN BIOY CΥ ΜΟΙ ΝΙΑΚΑΙ ΠΝΟΗC AYTHC MEXΡΙ ΑΝΘΩΝ ΤΑC CEΠΤΑ ... ΤΕΥΩ COY ΠΑΘΗ ΤΟΥ ΝΑΟΥ ΚΑΙ ΘΕΟΥ ΤΟΠΟΥ ΖΗΤΩΝ ΚΑΚΕΙCE CHN AΡΩΓΗΝ ΕΝ ΚΡΙCEI ΘΕΟΔΩΡΟC ΣΟC OIKETHC ΛΗΜΝΙΩΤΗC | “ |

На южната стена на северния кораб от същия период е забележителното изображението на ктитора Теодорос Лимниотис, който заедно с жена си Ана Радини и сина си Йоанис подава модел на църквата на Света Богородица. Над фигурите на ктиторите има надпис:
| „ | ΑΝΝΑ Η ΡΑΔΗΝΗ ΘΕΟΔΩΡΟC O IΩ (ΑΝΝΗC) O YIOC KAI CYMBIOC TOY ΛΗΜΝΙΩΤΗC KAI TOY KTHTΩΡΟC KTHTΩΡ ΔΕΗCIC TOY ΔΟΥΛΟΥ ΔEHCIC THC ΔΟΥΛΗC ΔΕΗCIC TOY ΔΟΥΛΟΥ ΤΟΥ ΘΕΟΥ ΙΩ (ΑΝΝΟΥ) ΤΟΥ ΘΕΟΥ ΑΝΝΗC TOY ΘΕΟΥ ΘΕΟΔΩΡΟΥ ΚΑΙΥΙΟΥ ΤΟΥ ΚΑΙ ΚΤΗΤΩΡΙCAC ΤΟΥ ΛΗΜΝΙΩΤΟΥ ΚΑΙ KTHTΩΡOC | “ |

Друг надпис има на южната стена на светилището, на която някога се е опирал мраморният иконостас на храма. В този надпис отново се споменава името Лимниотис. Живописта в тази част е по-късна и представя Христос Вседържител. Също така на западната стена на южния кораб има друго изображение на монах. Надписът гласи: „ΘΕΟΦΙΛΟC MONAXOC O ΛΗΜΝΙΩΤΗC KAI KTHTΩΡ.“
- Стенописи
- Полагане на Христос в гроба, около 1180 г.
- Ктиторът Теодорос Лимниотис с жена му Ана Радини, подаващ модела на църквата на света Богородица, около 1180 г.
- Свети Георги и свети Димитър